# Hadena chalceata
Hadena chalceata là một loài bướm đêm trong họ Noctuidae.